# Ladya longipennis
Ladya longipennis är en insektsart som beskrevs av Pieter D. Theron 1982. Ladya longipennis ingår i släktet Ladya och familjen dvärgstritar. Inga underarter finns listade i Catalogue of Life.